# Kalimantania lawak
Kalimantania lawak és una espècie de peix de la família dels ciprínids i de l'ordre dels cipriniformes.

## Morfologia
- Els adults poden assolir 9,6 cm de longitud total.[2][3]

## Hàbitat
```
És un 
peix
 d'aigua dolça i de 
clima tropical
.
[
2
]
```

## Distribució geogràfica
Es troba a Àsia: oest de Borneo i Java.